# Marcos Hermosilla
Marcos Hermosilla (* 10. Dezember 1986) ist ein ehemaliger argentinischer Biathlet.

## Karriere
Marcos Hermosilla startete im August 2010 bei den Biathlon-Südamerikameisterschaften in Portillo und Bariloche. Bei der Meisterschaft, die als Rennserie ausgetragen wurde, wurde Hermosilla in Portillo Achter des Einzels, 13. im Sprintrennen und Zehnter im Massenstart. Beim Sprintrennen in Bariloche kam er auf den zehnten Platz. In der Gesamtwertung belegte er den elften Platz. Auch zwei Jahre später nahm er an den Meisterschaften teil und erreichte die Ränge 7 und 10. Im November 2012 gab Hermosilla sein Debüt im IBU-Cup und nahm in insgesamt sechs Rennen der Saison teil, bestes Ergebnis wurde Position 113. Seit Saisonende nahm er an keinen Wettkämpfen mehr teil.